# Gérard de Courcelles

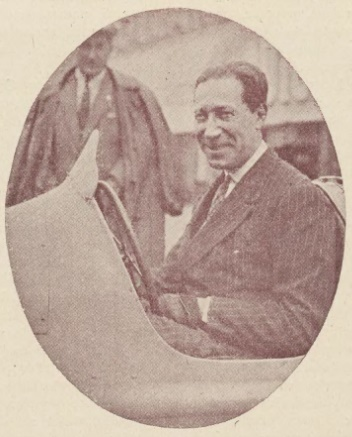
Henry Gérard de Courcelles, 1927

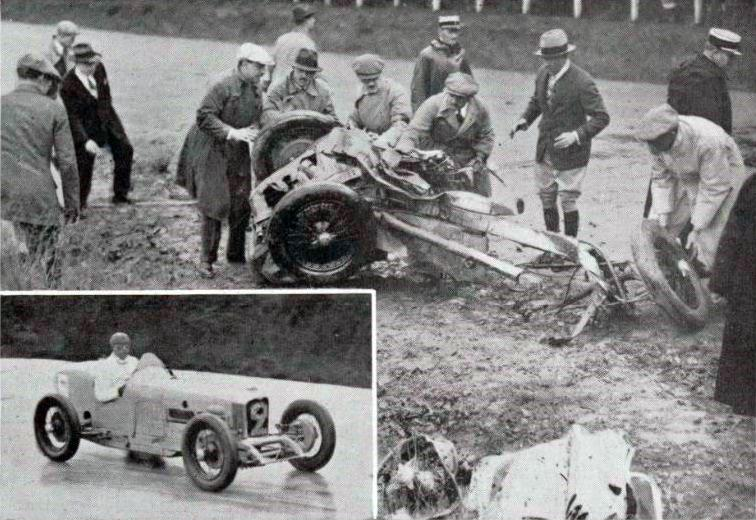
Der tödliche Unfall von Henry Gérard de Courcelles auf Guyot Special vor dem Großen Preis von Frankreich 1927

Gérard de Courcelles (vollständiger Name Smaragd Marie Charles Henry, comte Jullien de Courcelles; * 21. Mai 1889 in Paris; † 3. Juli 1927 auf dem Autodrome de Linas-Montlhéry) war ein französischer Autorennfahrer.

## Karriere
Henry Gérard de Courcelles war in den 1920er-Jahren als Fahrer von Cyclecars aktiv, als er 1923 von Lorraine-Dietrich verpflichtet wurde, deren 3,4-Liter-Tourenwagen, den B3-6, beim ersten 24-Stunden-Rennen von Le Mans zu fahren. Gemeinsam mit André Rossignol wurde er Achter in der Gesamtwertung und gewann die Klasse der Fahrzeuge zwischen 3 und 5 Litern. Nach einem dritten Gesamtrang 1924 folgte 1925 der Gesamtsieg. Es war der erste Sieg von Lorraine-Dietrich in Le Mans und beide Male war erneut André Rossignol sein Partner.
1926 wurde das Duo getrennt. Während Rossignol mit neuem Teampartner Robert Bloch wieder der Gesamtsieg gelang, musste sich de Courcelles mit Partner Marcel Mongin mit dem zweiten Gesamtrang zufriedengeben.
Henry Gérard de Courcelles verunglückte am 3. Juli 1927 vor dem Grand-Prix-Rennen Großer Preis von Frankreich 1927 auf dem Autodrome de Linas-Montlhéry tödlich.

## Statistik

### Le-Mans-Ergebnisse
| Jahr | Team                                | Fahrzeug                | Teamkollege     | Platzierung            | Ausfallgrund |
| ---- | ----------------------------------- | ----------------------- | --------------- | ---------------------- | ------------ |
| 1923 | Société Lorraine De Dietrich et Cie | Lorraine-Dietrich B.3.6 | André Rossignol | Rang 8 und Klassensieg |              |
| 1924 | Lorraine-Dietrich et Cie            | Lorraine-Dietrich Sport | André Rossignol | Rang 3                 |              |
| 1925 | Lorraine-Dietrich et Cie            | Lorraine-Dietrich Sport | André Rossignol | Gesamtsieg             |              |
| 1926 | Lorraine-Dietrich et Cie            | Lorraine-Dietrich Sport | Marcel Mongin   | Rang 2                 |              |

### 24-St-Spa-Ergebnisse
| Jahr | Team                     | Fahrzeug                | Teamkollege     | Platzierung | Ausfallgrund |
| ---- | ------------------------ | ----------------------- | --------------- | ----------- | ------------ |
| 1925 | Lorraine-Dietrich et Cie | Lorraine-Dietrich Sport | André Rossignol | Rang 2      |              |